# Grafik (zawód)

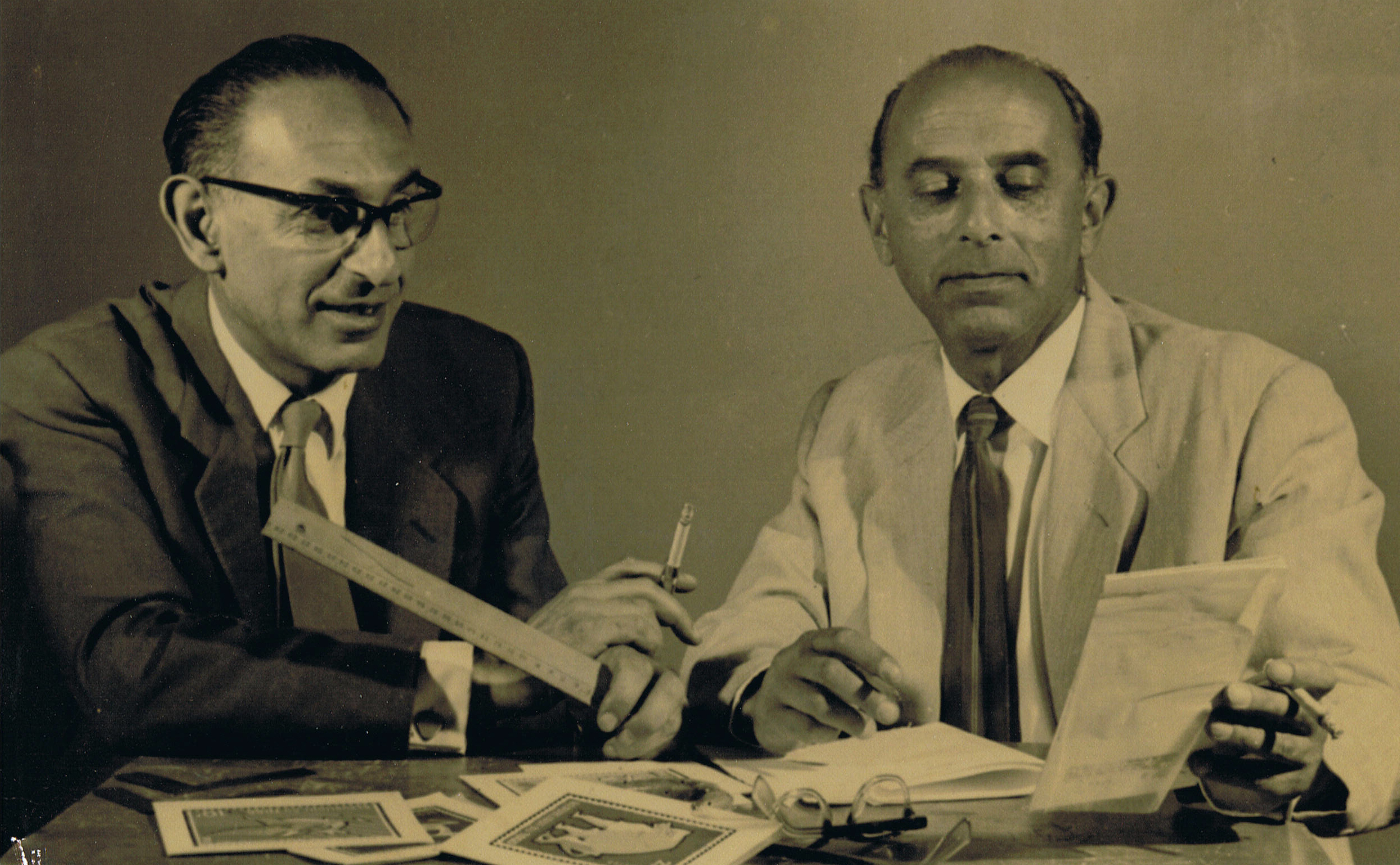
Izraelscy graficy Gabriel i Maxim Szamir

Grafik lub projektant graficzny – osoba działająca w branży zajmującej się projektami graficznymi i grafiką artystyczną. Tworzy ona dzieło poprzez składanie obrazów, typografii lub animacji graficznych.
Grafik projektuje grafiki głównie dla wydawnictw, mediów drukowanych lub elektronicznych, np. broszury oraz reklamy. Odpowiedzialny jest też czasem za składanie tekstu, ilustrowanie, interfejsy użytkowników, a także za projektowanie stron internetowych. Podstawowym zadaniem w pracy grafika jest prezentowanie informacji w taki sposób, by były one zarówno dostępne, jak i łatwe do zapamiętania.